# Leichtathletik-Weltmeisterschaften 2011/Teilnehmer (Guinea-Bissau)
| Gelbes Symbol für Goldmedaillen mit stilisierten Olympischen Ringen | Graues Symbol für Silbermedaillen mit stilisierten Olympischen Ringen | Braundes Symbol für Bronzemedaillen mit stilisierten Olympischen Ringen |
| ------------------------------------------------------------------- | --------------------------------------------------------------------- | ----------------------------------------------------------------------- |
| —                                                                   | —                                                                     | —                                                                       |

Der Leichtathletik-Verband Guinea-Bissaus stellte bei den Leichtathletik-Weltmeisterschaften 2011 im koreanischen Daegu zwei Teilnehmer.

## Ergebnisse

### Männer

#### Laufdisziplinen
| Athlet          | Disziplin | Vorlauf    | Vorlauf | Halbfinale    | Halbfinale    | Finale        | Finale        |
| Athlet          | Disziplin | Zeit       | Platz   | Zeit          | Platz         | Zeit          | Platz         |
| --------------- | --------- | ---------- | ------- | ------------- | ------------- | ------------- | ------------- |
| Holder da Silva | 200 m     | 21,82 s SB | 49      | ausgeschieden | ausgeschieden | ausgeschieden | ausgeschieden |

### Frauen

#### Laufdisziplinen
| Athletin         | Disziplin | Vorlauf    | Vorlauf | Halbfinale    | Halbfinale    | Finale        | Finale        |
| Athletin         | Disziplin | Zeit       | Platz   | Zeit          | Platz         | Zeit          | Platz         |
| ---------------- | --------- | ---------- | ------- | ------------- | ------------- | ------------- | ------------- |
| Graciela Martins | 400 m     | 58,22 s PB | 34      | ausgeschieden | ausgeschieden | ausgeschieden | ausgeschieden |